# Jiang Haiqi
Jiang Haiqi (chiń. 蒋海琦; pinyin Jiǎng Hǎiqí; ur. 17 stycznia 1992 w Szanghaju) – chiński pływak specjalizujący się w stylu dowolnym, brązowy medalista igrzysk olimpijskich w sztafecie.
Największym sportowym osiągnięciem zawodnika jest zdobycie brązowego medalu w 2012 roku podczas igrzysk olimpijskich w Londynie w sztafecie 4 × 200 m stylem dowolnym.
W 2010 roku startując na igrzyskach azjatyckich w Kantonie chiński pływak wywalczył dwa złote medale w wyścigach sztafetowych, na 4 × 100 m oraz 4 × 200 m stylem dowolnym.